# Rose (Doctor Who)
"Rose" is de eerste aflevering van de in 2005 vernieuwde sciencefictionserie Doctor Who. Het is de 157ste Doctor Who-aflevering in totaal. Ze werd op 26 maart 2005 voor het eerst uitgezonden door de BBC. Christopher Eccleston werd in deze aflevering geïntroduceerd als de negende incarnatie van The Doctor, met aan zijn zijde Rose Tyler (gespeeld door Billie Piper). Russell T Davies schreef het verhaal en Keith Boak verzorgde de regie.

## Verhaal
Rose Tyler, een negentienjarige vrouw, raakt op een avond per ongeluk opgesloten in het Londense warenhuis waar ze werkt. Plastic etalagepoppen, die in de kelder tot leven zijn gekomen, proberen haar te omsingelen, maar ze wordt gered door een man die zichzelf aan haar voorstelt als "The Doctor". Hij zegt haar het gebouw te ontvluchten en blaast op het dak de zender, die de poppen bestuurt, op. De volgende dag brengt The Doctor een bezoek aan de nu werkloze Rose en redt haar opnieuw, ditmaal van een arm van een paspop, die zij zonder het zelf te weten mee naar huis heeft genomen.
Hij legt haar niets uit over de gebeurtenissen. Rose en haar vriendje, Mickey Smith, bespreken met z'n tweeën wat er gebeurd is en stuitten op een website met complottheorieën over The Doctor. Rose en Mickey gaan naar de maker van de website, Clive. Mickey wordt daar ontvoerd door afvalbak en vervangen door een replica van plastic. Als de nep-Mickey probeert Rose te ondervragen over hem, duikt The Doctor op en onthoofdt hij de nep-Mickey. The Doctor neemt Rose mee naar de TARDIS, die eruitziet als een twintigste-eeuws politiehokje. Hij probeert het hoofd van de nep-Mickey te gebruiken om het sturende signaal te vinden. Het hoofd smelt, maar Rose ziet de zender vanuit de TARDIS. De Doctor legt Rose uit dat de nep-Mickey een Auton was, die geleid wordt door de Nestene Consciousness, en dat hij een flesje met "anti-plastic" vloeistof nodig heeft om de Autons te stoppen, omdat ze anders alle mensen op aarde zullen vernietigen. Hij legt eveneens uit dat hijzelf een buitenaards wezen is.
De Nestene Consciousness is gevestigd onder de London Eye. The Doctor probeert ermee te onderhandelen, maar het wordt kwaad als hij zich voorstelt als een Time Lord; het beschuldigt hem ervan zijn thuisplaneet vernietigd te hebben tijdens "the time war". De Nestene Consciousness activeert alle autons bij de Queens Arcade, waar meerdere klanten worden doodgeschoten, onder wie Clive. De Autons nemen The Doctor gevangen, maar Rose weet hem te redden en ze giet het "anti-plastic" in een vat waar de Nestene Consciousness verbleef, zodat het doodgaat.
Nadat ze het ondergrondse complex ontvluchten met de daar gevangengehouden echte Mickey, biedt The Doctor Rose meer avonturen aan. Ze weigert in eerste instantie, omdat ze zich zorgen maakt om haar moeder en Mickey. Later voegt ze zich alsnog bij The Doctor als hij haar uitlegt dat de TARDIS zowel door tijd als ruimte kan reizen.

## Rolverdeling
- Christopher Eccleston - The Doctor
- Billie Piper - Rose Tyler
- Camille Coduroy - Jackie Tyler
- Noel Clarke - Mickey Smith
- Mark Benton - Clive
- Nicholas Briggs (stem) - de Nestene Consciousness